# Action soccer
Action Soccer is een humoristisch voetbalcomputerspel uit 1995 ontwikkeld door Ludi Media en verdeeld door Ubi Soft. Het spel is enkel beschikbaar op PC met DOS als besturingssysteem.

## Spelbesturing
Het spel ondersteunt twee modi: een 2D-omgeving en een isometrische 3D-omgeving. Het spel is in cartoonstijl en humoristische commentaar wordt gegeven door Jonathan Pearce.
Verder is er een mogelijkheid om een wedstrijd op te starten tussen 16 verschillende ploegen die elk hun specifieke competenties hebben. De wedstrijd is ook afhankelijk van het weer.

## Nationale ploegen
- Rusland
- Spanje
- Brazilië
- Australië
- Argentinië
- Zuid-Afrika
- Colombia
- Japan
- Frankrijk
- Kameroen
- Uruguay
- Egypte
- Zuid-Korea
- Verenigde Staten
- Mexico
- Engeland
- Duitsland

## Lokale ploegen
- Verenigde naties: World Star
- Real Madrid C.F.
- Manchester United F.C.
- Barcelona
- Roma
- FC Bayern München
- New York Soccer Club
- Los Angeles Cats
- São Paulo FC
- Boca Juniors
- Sporting Tokyo
- Juventus F.C.
- Chelsea F.C.
- Arsenal FC
- FC Internazionale Milano
- River Plate
- Guadalajara FC
- Olimque Paris